# Берега (фильм, 1973)
«Берега» — лирическая комедия 1973 года, снятая режиссёром Екатериной Сташевской-Народицкой по мотивам рассказов Александра Рекемчука.

## Сюжет
Фильм состоит из трёх новелл, герои которых — зубной врач Леночка Рогова, солидный лектор Пётр Петрович Гудошников и киномеханик Саша Игонин — плывут по северной реке Юве мимо таёжных поселков и красивых пейзажей. По дороге они заводят знакомства с добрыми и душевными местными жителями.

## В ролях
- Валерий Золотухин — Сашка
- Елена Прудникова — Леночка Рогова
- Виктор Титов — Пётр Петрович Гудошников
- Сергей Торкачевский — милиционер
- Борис Щербаков — Семён Петухов
- Наталья Воробьёва — Настенька
- Станислав Садальский — Алексей Гуров
- Николай Денисов — Митька
- Владимир Соколов — Пётр Собянин, прапорщик

- Людмила Коршакова — Клава
- Валерий Хлевинский — Гришка
- Валентина Березуцкая — Дарья
- Елизавета Евстратова — Сарычиха
- Валентина Беляева — Анна Кондратьевна
- Наталья Гвоздикова — Наташа
- Владимир Герасимов — Андрей
- Даниил Нетребин — Василий Иванович Аввакумов, капитан корабля
- Николай Романов — бухгалтер
- Михаил Розанов — паре са шань организовавший поломку (поэтому нет в титрах)
- Текст от автора: Олег Анофриев
- В эпизодах: Александр Беспалый, Зоя Василькова, Шавкат Газиев, Наталья Гурзо, Николай Маликов, Петр Меркурьев, Галина Микеладзе, Георгий Гегечкори, Н. Вердеревская, Анатолий Игонин, Юрий Соснин, Елена Метелкина (в титрах как П. Метелкина), О. Шарова.
- Парни на танцах: Борис Руднев и Михаил Чигарёв (нет в титрах).